# Введенский храм (Старица)
Церковь Введения во храм Пресвятой Богородицы (Введенская церковь) — православный храм в городе Старице Тверской области, на территории Старицкого Свято-Успенского монастыря. Памятник архитектуры, один из старейших храмов города.
Имеет два престола: главный в честь Введения во храм Пресвятой Богородицы и придельный во имя епископа Тверского Арсения.

## История
Каменный Введенский храм был построен в 1570 году по указанию Ивана Грозного. Храм двухэтажный, композиция здания имеет сходство с московской архитектурой того времени. В 1802 году с северной стороны к нему пристроили паперть, а потом со стороны юга — палату для монастырской ризницы. У восточного торца паперти находится деревянная лестница, которая ведёт на второй этаж.
В 1894 году Введенский храм был украшен живописью, полы окрашены масляной краской.
После немецкой оккупации и до 1950 года храм стоял без кровли, это привело к аварийному состоянию сводов.
В советское время в храме располагался музей.

Описание храма из книги И. П Крылова «Старица и её достопримечательности» 1914 года издания: 
«Второй по древности храм Успенского монастыря — Введенский, тёплый, двухэтажный с остроконечным верхом, построен в 1570 году царём Иоанном Грозным; при храме была трапезная для братии, но в 1761 году эта трапезная была обращена в придел, во имя святого Арсения Тверского. С южной стороны к Введенскому храму пристроена каменная палата, в которую вход устроен из алтаря. В этой палате в настоящее время находится монастырская ризница. Иконостас в храме современнаго письма, за исключением большого размера иконы Смоленской Божией Матери древняго письма. Эта икона помещается на колонне, поддерживающей церковный свод.»

## Галерея

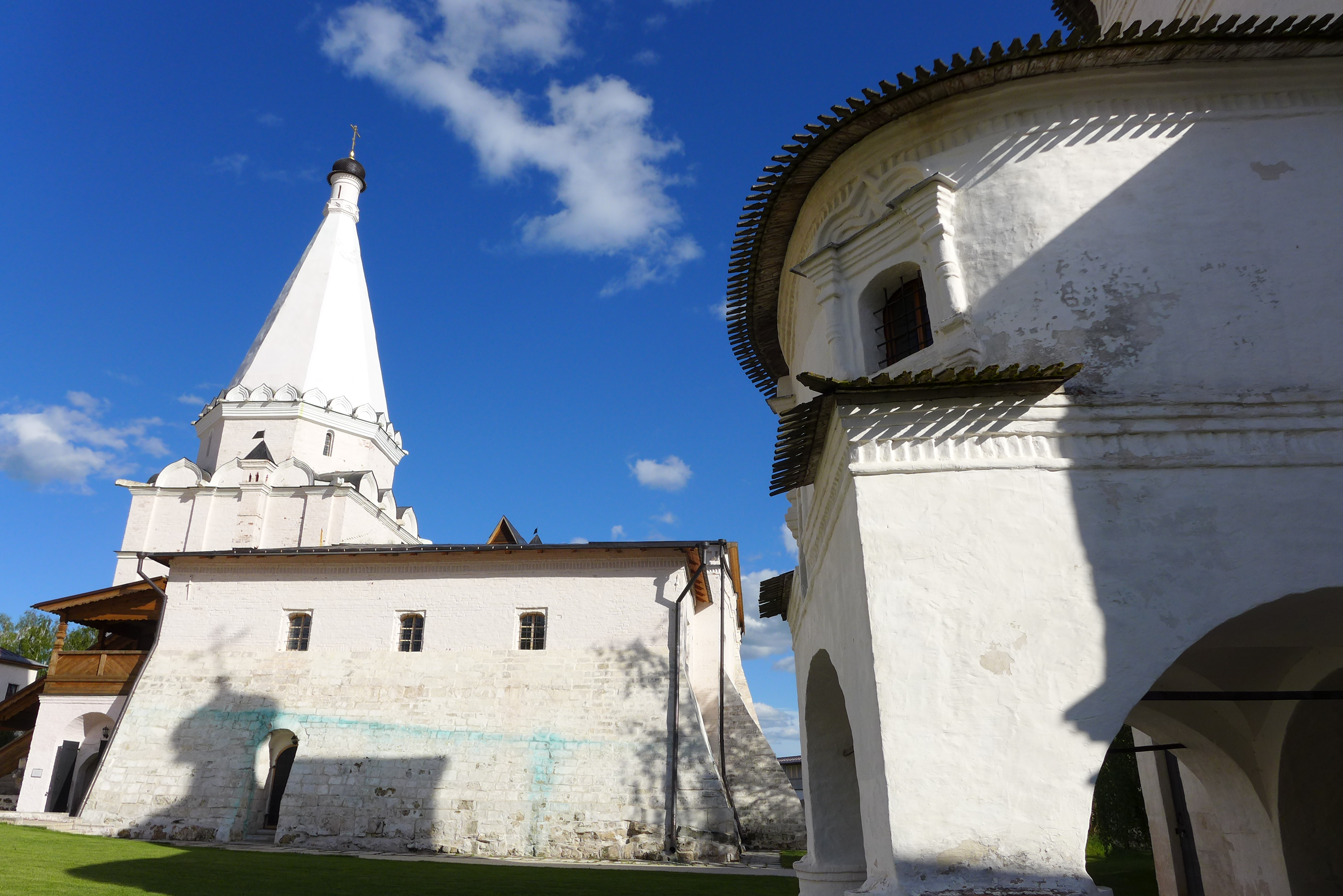
Общий вид.
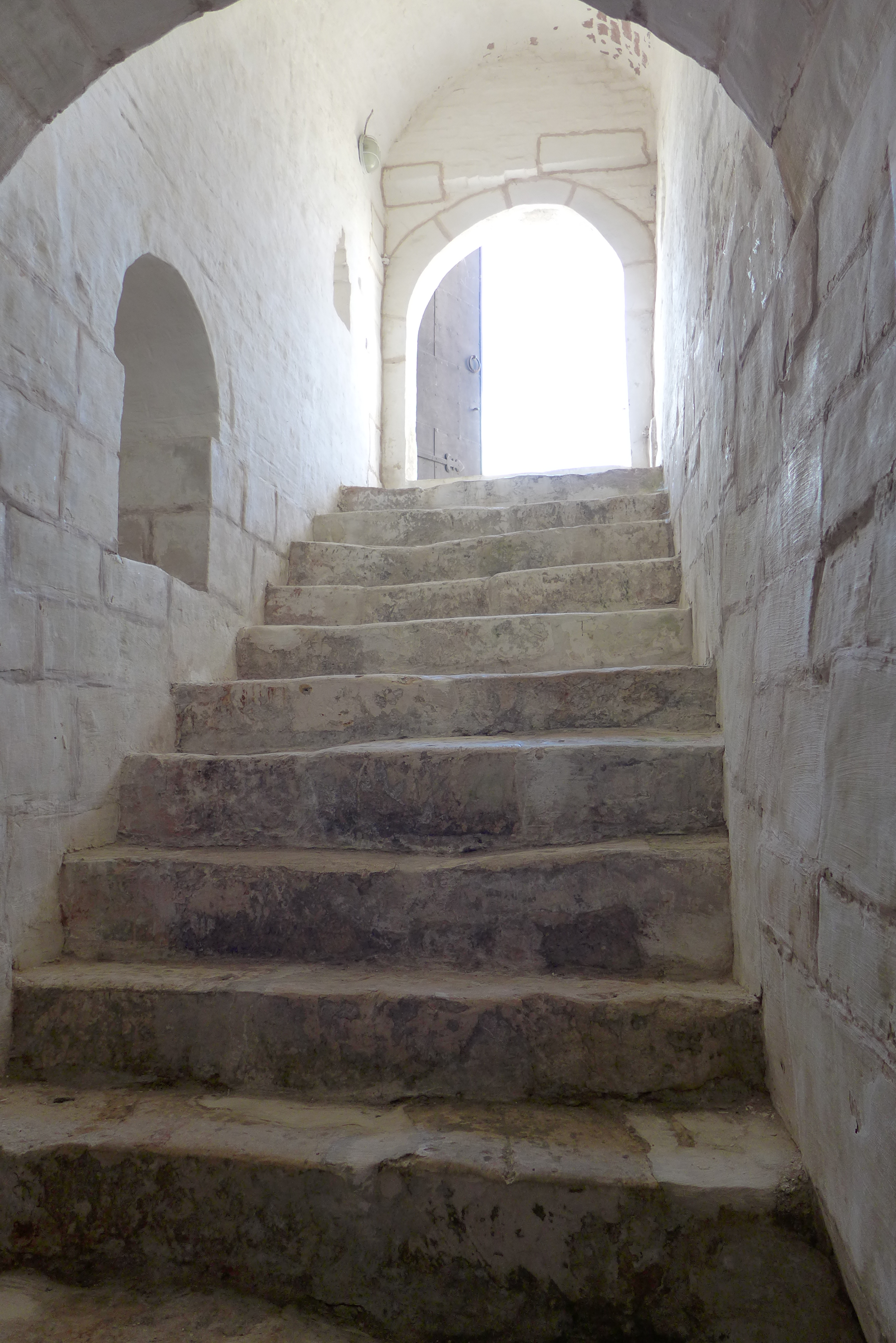
Лестница.
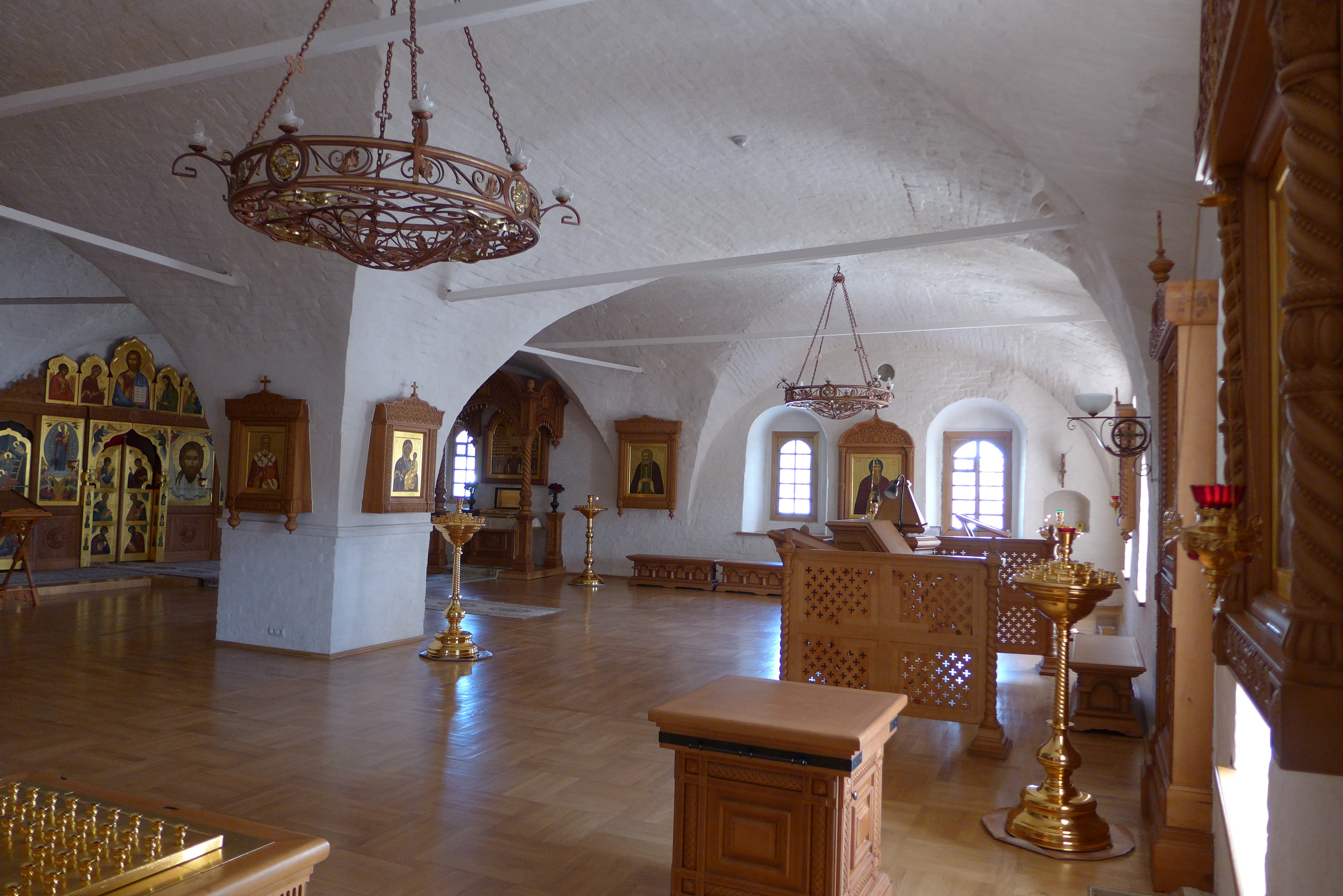
Внутреннее убранство.